# سعید قدمی
سعید قدمی (زاده ۱۴ فروردین ۱۳۷۱) بازیکن فوتبال اهل یاسوج است.
قدمی سابقه بازی در تیم‌های فولاد خوزستان، پرسپولیس و داماش گیلان را دارد.
وی همچنین سابقه بازی در تیم ملی فوتبال نوجوانان ایران و تیم ملی فوتبال جوانان ایران و حضور در جام جهانی فوتبال زیر ۱۷ سال ۲۰۰۹ را دارد.